# 百合花园
百合花园是一個位於马来西亚柔佛州新山市的鎮區，由Pelangi Berhad 集團於1990年代開發，鄰近柔佛再也花園。

## 設施

### 學校
- 百合花園國小 (SKTM)
- 百合花園國中
- D'Molek FC
- Smart Reader Kids Kindergarten[1]
- Cherie Hearts International Pre School
- Gem Preschool
- Adego Academy of Art + Design[2]

### 銀行
- 渣打銀行
- 滙豐銀行
- 拉傑赫銀行
- 科威特金融公司
- 蘇格蘭皇家銀行
- 華僑銀行
- 大華銀行
- RHB銀行
- 馬來亞銀行

### 酒店
- 阿斯彭夏季酒店
- 霍爾馬克大酒店
- 莫萊克花園酒店